# Motorni zmaj
Motorni zmaj (ang. Powered hang glider, tudi FLPHG, nanolight, hangmotor) je lahka letalna naprava, ki je sestavljena iz zmaja in majhnega motorja s propelerjem. Večinoma se uporablja batne motorje (dvotaktne), v zadnjem času pa tudi električne. 
Obstajata dve različici namestitve pilota, "prone" - leže, z obrazom navzdol, in "supine" - sede.
7. maja 1979 je britanski pilot Gerry Breen z motornim zmajem preletel 325 kilometrov in postavil rekord v najdaljšem letu, ki še vedno velja. Let je trajal okrog 4 ure, imel je okrog 25 vozlov repnega vetra, porabil naj bi okrog 25 litrov goriva. 
Leta 2002 je italijanski pilot Angelo d'Arrigo spremljal ogrožene sibirske žerjave od Arktičnega kroga do obal Kaspijskega morja v Iranu. Pri tem je (s postanki) preletel 5.300 kilometrov.